# Oleria rubescens
Oleria rubescens är en fjärilsart som beskrevs av Druce 1872. Oleria rubescens ingår i släktet Oleria och familjen praktfjärilar. Inga underarter finns listade i Catalogue of Life.

## Bildgalleri

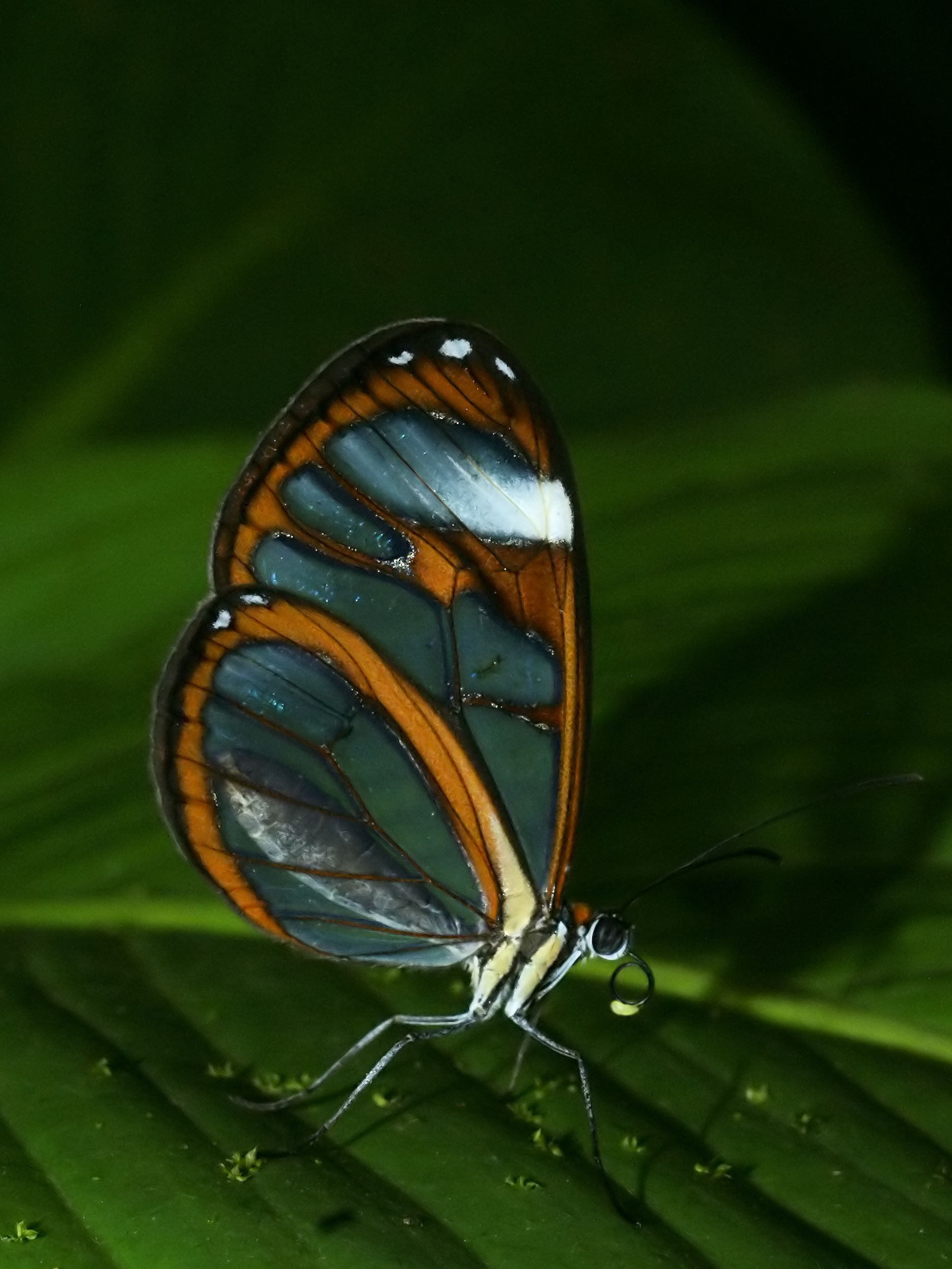